# Fritz Helling
Fritz Helling (* 31. Juli 1888 in Schwelm; † 27. Januar 1973 ebenda) war ein deutscher Reformpädagoge. Er wirkte von 1917 bis 1933 als Lehrer und von 1946 bis 1951 als Schulleiter am Märkischen Gymnasium Schwelm.

## Leben und Wirken
Fritz Helling wirkte von 1917 bis 1933 als Lehrer und von 1946 bis 1951 als Schulleiter am Schwelmer Gymnasium (seit 1907 Reform-Realgymnasium mit Realschule seit 1945 Städtisches Mathematisch-Naturwissenschaftliches Gymnasium, seit 1955 Märkisches Gymnasium).
Als Mitglied des Bundes Entschiedener Schulreformer vertrat und praktizierte er eine „Pädagogik vom Kinde aus“ und eine „Erziehung von Kopf und Hand“. Außerdem war ihm die Erziehung der jungen Menschen zu gesellschaftlicher Teilhabe besonders wichtig. Wegen seines Widerstandes gegen den aufkommenden Nationalsozialismus wurde er 1933 aus dem öffentlichen Schuldienst entfernt. Nach über dreimonatiger Haft fand er an einer Privatschule im hessischen Gladenbach die Möglichkeit zu einer Lehrtätigkeit. Im Mai 1945 erhielt Fritz Helling von der britischen Besatzungsmacht den Auftrag, das Schul- und Unterrichtswesen im Ennepe-Ruhr-Kreis neu aufzubauen und als Schulleiter an den Schwelmer Oberschulen für Jungen und Mädchen den Unterricht unter pädagogisch und politisch neuen Vorzeichen wieder in Gang zu setzen.

## Aufbau des Gymnasiums nach dem Krieg

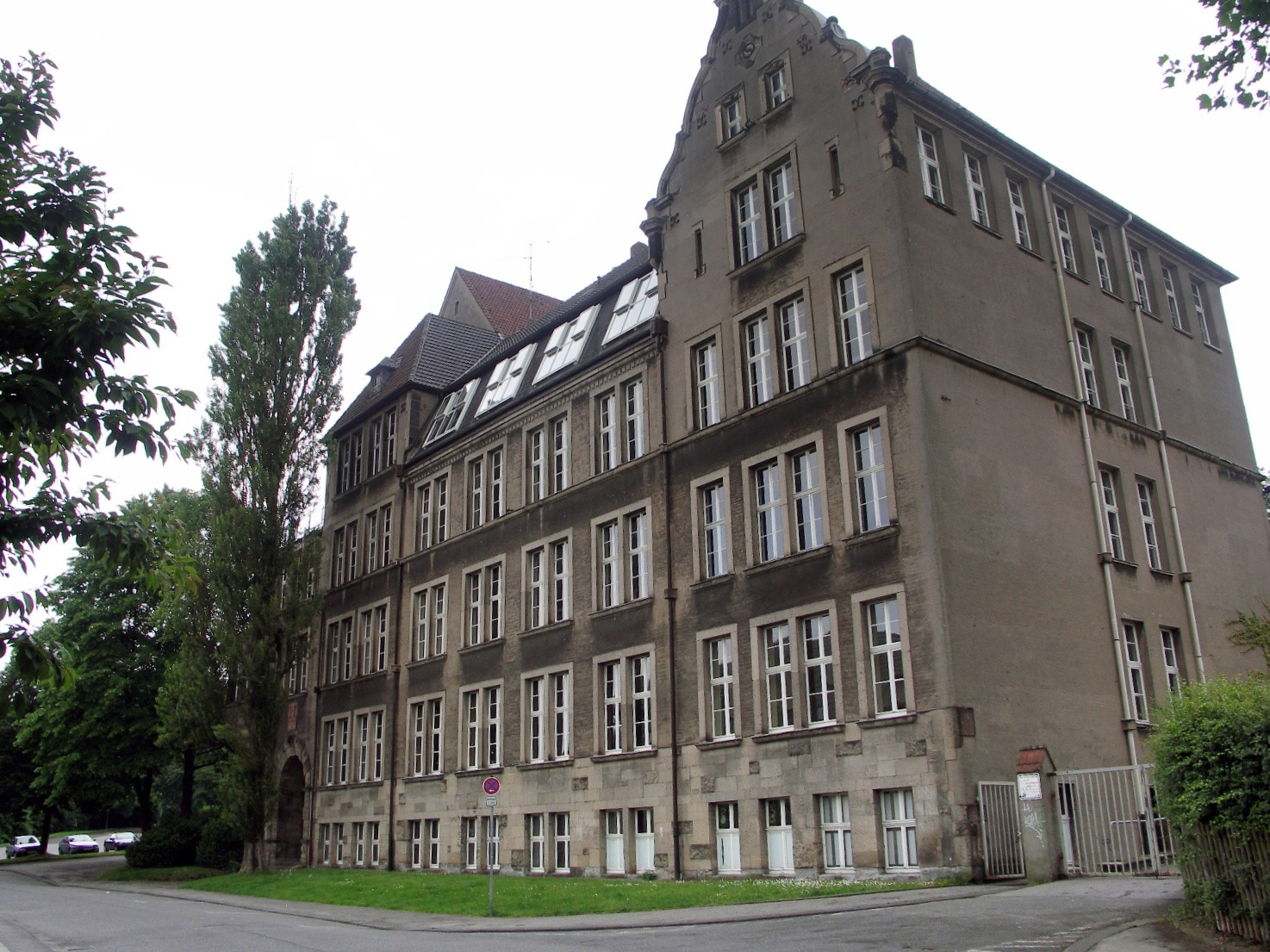
Märkisches Gymnasium Schwelm (2005)

Unter schwierigen äußeren Bedingungen ermöglichte er die Wiedereröffnung der Schule am 26. November 1945.
Bis zu seinem Ruhestand im Jahre 1951 entfaltete er eine außerordentliche Reformtätigkeit. Vier Grundbausteine trugen diese Schul- und Unterrichtsreform: Ausbau der Schüler- und Elternmitwirkung zu einer engen Erziehungspartnerschaft mit den Lehrkräften, „Öffnung der Schule“ in die Arbeits- und Berufswelt, „Werkunterricht“ in der Mittelstufe und „freiere Gestaltung des Unterrichts auf der Oberstufe“ mit Kurswahlmöglichkeiten für die Schüler und Differenzierung des Unterrichts zwischen Grund- und Leistungskursen. Außerdem führte er mit der Gegenwartskunde und Gesellschaftslehre zwei neue Oberstufenfächer ein.
Fritz Hellings Vorhaben, aus der Schule ein „Haus des Lebens und Lernens“ zu machen, prägt auch die heutige Sicht auf Schule und findet seinen Niederschlag im Schulprogramm am heutigen Märkischen Gymnasium.

## Der Schwelmer Kreis
Fritz Helling verstand sich als „politischer Pädagoge“, der in seinem Wirken ausgeht von einem unauflösbaren Zusammenhang zwischen einer fortschrittlichen Bildung, Erziehung und Schule und einer ebenso zukunftsweisenden menschlichen Gesellschaft. Diese war für ihn nur als sozialistisch denkbar, wobei ihm eine Synthese aus christlicher Soziallehre und politischem Sozialismus vorschwebte. Da er fest an die Kraft der Pädagogik zur Entwicklung einer humanen Gesellschaftsordnung glaubte, übernahm er in Schwelm den Vorsitz im „Demokratischen Kulturbund“ und setzte sich zusammen mit anderen Schulreformern für die Einführung eines reformierten, demokratischen Schulsystems ein. Als Bundesinnenminister Gustav Heinemann den Kulturbund in der Bundesrepublik 1951 als verfassungsfeindliche Organisation einstufte, stellte Fritz Helling sofort, noch bevor gemäß dem Adenauer-Erlass ein Berufsverbot gegen ihn ausgesprochen werden konnte, einen Antrag auf vorzeitige Versetzung in den Ruhestand. Nach dem Ausscheiden aus dem Schuldienst, aber auch zermürbt durch die politische Diskriminierung als „verfassungsfeindlicher Kommunist“ in der Adenauer-Ära, gründete er 1952 den Schwelmer Kreis, in dem sich Heinrich Deiters, Otto Koch, Paul Oestreich, Leo Regener, Leo Weismantel und weitere Pädagogen aus dem Westen und Osten des geteilten Deutschland zusammenfanden, um nach Wegen zu einer Wiedervereinigung in einer gemeinsamen demokratisch-sozialistischen Gesellschafts- und Wirtschaftsordnung mit einem einheitlichen Schulsystem zu suchen. Die Aktivitäten Fritz Hellings im „Schwelmer Kreis“ wurden bis in die 1960er Jahre vom Verfassungsschutz beobachtet. Im Vergleich der nach dem Zweiten Weltkrieg eingeführten Schulsysteme sah er das Konzept der „Einheitsschule“ der seit 1960 in der DDR eingeführten Allgemeinbildenden Polytechnischen Oberschule und die darauf aufbauende Erweiterte Oberschule als beispielgebendes Modell auch für die westdeutschen Bundesländer.
1955 führte er laut Kreisarchiv Viersen einen Briefwechsel mit Hanna Meuter vom Niederrhein über Pläne für einen deutsch-französischen Kulturaustausch.

## Ehrungen

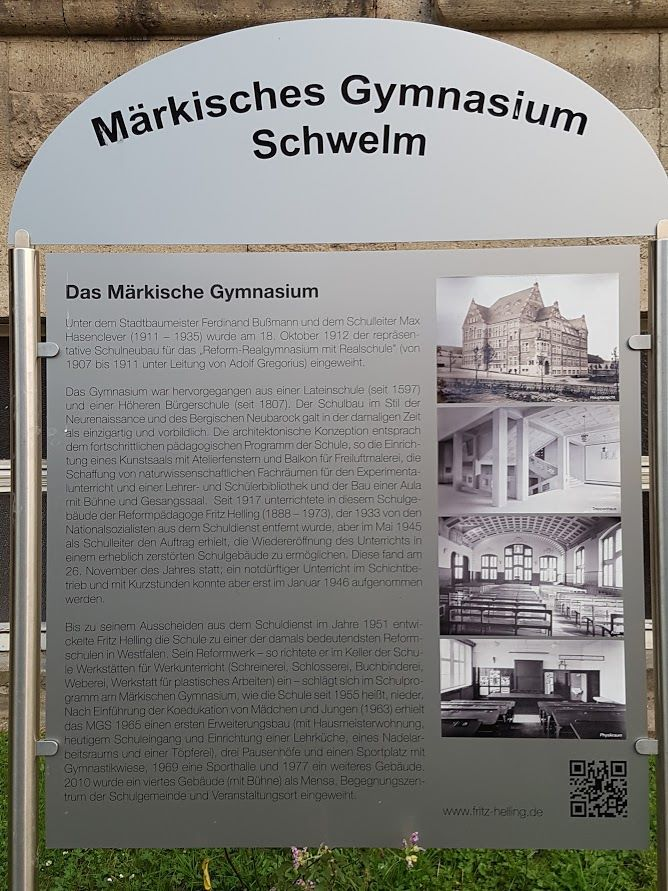
Ehrentafel vor dem Märkischen Gymnasium Schwelm

- Die Humboldt-Universität zu Berlin verlieh ihm 1968 anlässlich seines 80. Geburtstags die Ehrendoktorwürde.
- Das Märkische Gymnasium Schwelm (MGS) ehrte ihn am 7. Juli 2016 mit einer Ehrentafel[4]

## Veröffentlichungen (Auswahl)
- Questiones Livianae., Verlag Vandenhoeck & Ruprecht, Göttingen 1921.
- Einführung in die deutsche Literaturgeschichte., Verlag H. Handel, Breslau 1928.
- Die Frühgeschichte des jüdischen Volkes., Verlag Klostermann, Frankfurt am Main 1947.
- Der Katastrophenweg der deutschen Geschichte. Verlag Klostermann, Frankfurt am Main 1947.
- Schulreform in der Zeitenwende., Schule und Nation Verlags-GmbH, Schwelm 1958.
- Wege des Schulreformers Otto Koch 1912-1952: Nach autobiographischen Aufzeichnungen. (Ko-Autor Walther Kluthe), Schule und Nation Verlags-GmbH, Schwelm 1962.
- Neue Allgemeinbildung., Schule und Nation Verlags-GmbH, Schwelm 1963.
- Neue Politik, neue Pädagogik., Schule und Nation Verlags-GmbH, Schwelm 1968.
- Pädagoge in gesellschaftlicher Verantwortung. (Hrsg. Jürgen Eierdanz), dipa-Verlag, Frankfurt am Main 1988, ISBN 9783763808076.
- Mein Leben als politischer Pädagoge. (Hrsg. Burkhard Dietz, Jost Biermann), Verlag Peter Lang, Frankfurt am Main 2007, ISBN 9783631533109.

## Sekundärliteratur
- Jost Biermann: Der Schwelmer Kreis (1952–1975). Eine deutsch-deutsche Friedens- und Bildungsreforminitiative in den Spannungen des Kalten Krieges. Unter besonderer Berücksichtigung der 1950er Jahre (2 Teile) (= Studien zur Bildungsreform 52), Peter Lang: Frankfurt a. M. u. a. 2017.
- Burkhard Dietz (Hrsg.): Fritz Helling – ein Aufklärer und „politischer Pädagoge“ im 20. Jahrhundert, 2003.
- Burkhard Dietz: Tagungsbericht. In: Pädagogik 54 (2002), H. 7–8.
- Jahrbuch für westfälische Kirchengeschichte, S. 477
- Martin Rüther, Uwe Schütz, Otto Dann (Hrsg.): Deutschland im ersten Nachkriegsjahr. Berichte von Mitgliedern des Internationalen Sozialistischen Kampfbunds, ISK, aus dem besetzten Deutschland 1945/1946. Saur, München 1998 ISBN 3-598-11349-8 S. 586